# Liberalkonservatism
Liberalkonservatism (av latin liber, fri, och conservare, bevara) är en politisk filosofi som förenar konservatismens respekt för traditionella värden och samhällsinstitutioner med liberalismens syn på marknadsekonomi och individuella friheter. Filosofin omfattas idag av många etablerade höger-mitten-partier i främst Västeuropa. Exempel på liberalkonservativa partier är Tories i Storbritannien, Moderaterna i Sverige och Samlingspartiet i Finland. 
Trots att det råder ideologiska skillnader mellan konservatism och liberalism, finns det ofta en stark liberal tradition inom konservatismen. Statsvetaren Stefan Olsson förklarade denna paradox på följande vis: när människor tvingas ta ansvar för sina egna liv och inte kan vända sig till en modern och progressiv stat, så väljer de i stället att förlita sig på nedärvda traditioner i högre utsträckning.
Flera författare på den högerliberala tankesmedjan Timbro har argumenterat för ståndpunkten att konservatism kan förenas med klassisk liberalism.
Termen skall inte förväxlas med konservativ liberalism, som är en förgrening av liberalism och inte konservatism. Vidare skiljer sig liberalkonservatism från exempelvis socialliberalism, där tradition inte tillmäts något intrinsikalt värde, endast ett instrumentellt. 

## Ideologi
Historiskt har liberalkonservatismen kombinerat konservativa värderingar i t.ex. sociala frågor med en liberal syn på ekonomin. Dagens liberalkonservativa menar att det går utmärkt att vara konservativ i vissa hänseenden, såsom respekt för tradition, institutioner och statens kärnfunktioner som yttre och inre säkerhet, och samtidigt liberal i livsstilsfrågor, ekonomi och utjämning av livsvillkor. Den medvetet liberalkonservative ser främst en tydlig skiljelinje mellan en liberalkonservativ uppfattning, å ena sidan, och en socialistisk, å den andra. Den senare, oavsett om reformistisk eller revolutionär, menas vara utopisk till sin natur och se likhet i socioekonomiskt utfall mellan människor som önskvärt, men den liberalkonservative betonar istället likhet i möjligheter att förverkliga egna drömmar och mål.
Familjepolitik, utbildningspolitik, kulturpolitik och migrations- och integrationspolitik är några av de områden där konservativa tenderar att landa i andra slutsatser än liberaler. Inom ekonomisk politik – från skatter till arbetsmarknad till företagande – brukar det däremot vara enklare att hitta en hållning som förenar både konservativa och liberaler.
Liberalkonservatism betraktas alltså som en förening av två idétraditioner med förutsättningar att hantera komplexa samhällsfrågor. Liberalismen anses ha viktiga bidrag att komma med i synen på individens frihet, äganderätt och rättsstat. Konservatismen bidrar med synen på samhället som varande större än både individen och staten, där gemenskaper, trygghet och tillit spelar en viktig roll.
För liberalkonservatismen har dock den moderna ideologiska striden sedan mitten av 2010-talet till stor del kommit att riktas mot två mer sentida fenomen; dels de allt större migrationsströmmarna, bland annat av asylsökande, och hur en alltför generös immigrationspolitik anses leda till både kulturkrockar och höjda skatter, och dels det fokus på identitetspolitik, intersektionalitet och politisk korrekthet som, enligt många liberalkonservativa, präglar den moderna vänstern, och hur dessa idéströmningar anses kunna hota både yttrandefrihet och normala konservativa åsikter. Båda dessa fenomen utmanar alltså både liberala och konservativa värden och vissa menar att just i dessa utmaningar finns förutsättningarna för en ny aktiv liberalkonservatism.

## Liberalkonservatism i olika länder
Både konservatism och liberalism har internationellt haft skiftande betydelser historiskt och termen liberalkonservatism har också tillämpats på olika sätt. Allteftersom konservativa politiker i demokratiska länder alltmer kom att omfamna klassiskt liberala institutioner som rättsstaten, äganderätten, marknadsekonomin och det representativa folkstyret, har de liberala värdena blivit alltmer samstämmiga med de konservativa idéerna.

### Internationellt
I vissa länder, som till exempel i Storbritannien och i USA, har termen liberal konservatism helt enkelt blivit en del av de ländernas konservatism, vilket har föranlett de konservativa som starkare ville betona värden från klassisk liberalism att kalla sig för libertarianer istället. Det finns skillnader mellan klassiska liberaler och libertarianer.

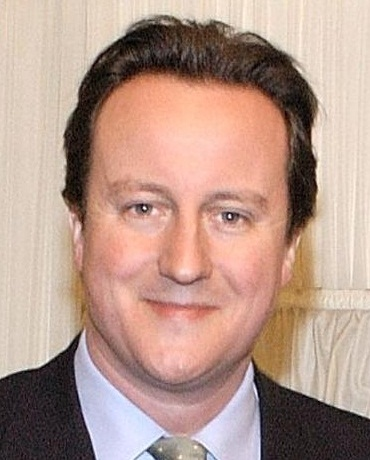
David Cameron:
"Jag är liberalkonservativ!"

I USA förenar de konservativa ofta den ekonomiska individualismen hos de klassiska liberalerna med en konservatism inspirerad av Burke, där den amerikanska konservatismen har lyft fram vissa delar, som synen på en begränsad stat, att frihet värderas högre än jämlikhet samt patriotism. Samtidigt har man förkastat andra delar, som lojaliteten till traditionella institutioner och hierarkier, utvecklingsskepticism och elitism. Som en konsekvens av detta används termen liberalkonservativ inte i USA. Den amerikanska liberalismen är också ganska skild från den europeiska liberalismen och befinner sig mer på vänster planhalva i det politiska landskapet, i kontrast med Europa där liberalismen oftare befinner sig på höger planhalva och där det är den socialdemokratiska ideologin som tar upp mycket av vänster planhalva. I Sydamerika är det tvärtom så att ekonomiskt liberala konservativa oftare etiketteras som nyliberaler, både i vardagligt tal och i akademisk kontext.
I Europa har liberalkonservativa genom att omfamna liberala rättigheter och principer om fria marknader kommit att tydligt skilja sig från nationalkonservativa, socialkonservativa eller högerpopulistiska partier. Det mer liberala anslaget innebär att liberalkonservativa betonar fria marknader, eget ansvar, ett försvar av mänskliga rättigheter och en begränsad välfärdsstat. Jämfört med andra politiska traditioner till mitten-höger i det politiska spektrumet, som t.ex. kristdemokrati, är liberalkonservativa mindre av traditionalister och mer ekonomiskt liberala där de bl.a. förordar lägre skatter och minimalt med statliga regleringar i ekonomin.
Några regionala variationer som kan observeras:
- I mycket av central- och västeuropa, särskilt i germanska och traditionellt protestantiska länder, samt i Storbritannien och Belgien, finns det en klyfta mellan liberalkonservativa (inklusive kristdemokrater) och liberaler (både konservativa liberaler och socialliberaler).
- I de flesta nordiska länder har liberalkonservativa, kristdemokrater och liberaler format egna politiska familjer där de alla har sina egna partier.
- I de flesta romanska och traditionellt katolska länder, samt i Grekland, har liberalkonservativa ofta inkluderat både kristdemokrater och liberaler, och där har de också vunnit i popularitet och gjort begreppen konservativa och liberala mer synonyma.

På europeisk nivå är de flesta liberalkonservativa och kristdemokrater förenade inom EU:s parlamentsgrupp European People’s Party (EPP), medan mer liberalt orienterade partier samlas inom Alliance of Liberals and Democrats för Europe (ALDE). Flera kristdemokratiska partier i Europa, som CD&V i Belgien, CDA i Nederländerna, CDU i Tyskland och ÖVP i Österrike, har också blivit allt svårare att särskilja från liberalkonservativa partier.
I det samtida Europa brukar liberalkonservatismen omfatta politiska mitten-höger-åsikter som även till åtminstone viss del förkastar socialkonservatismen. Denna position är också förknippad med stöd för moderata former av social trygghet och miljömedvetande. Denna typ av liberalkonservatism förknippas mest med konservativa partier i Norden, som Moderaterna i Sverige, Høyre i Norge och Samlingspartiet i Finland, vilka har försökt möta konkurrensen från högerpopulister. Även Storbritanniens Toryparti förknippas ibland med denna typ av liberalkonservatism; i ett tal i Bath år 2007 introducerade den blivande premiärministern David Cameron sig själv som liberalkonservativ. Vid hans första tal på partikongressen 2006 definierade han detta som tron på individens frihet och mänskliga rättigheter, men skeptisk till stora planer på att förändra världen.

### Sverige

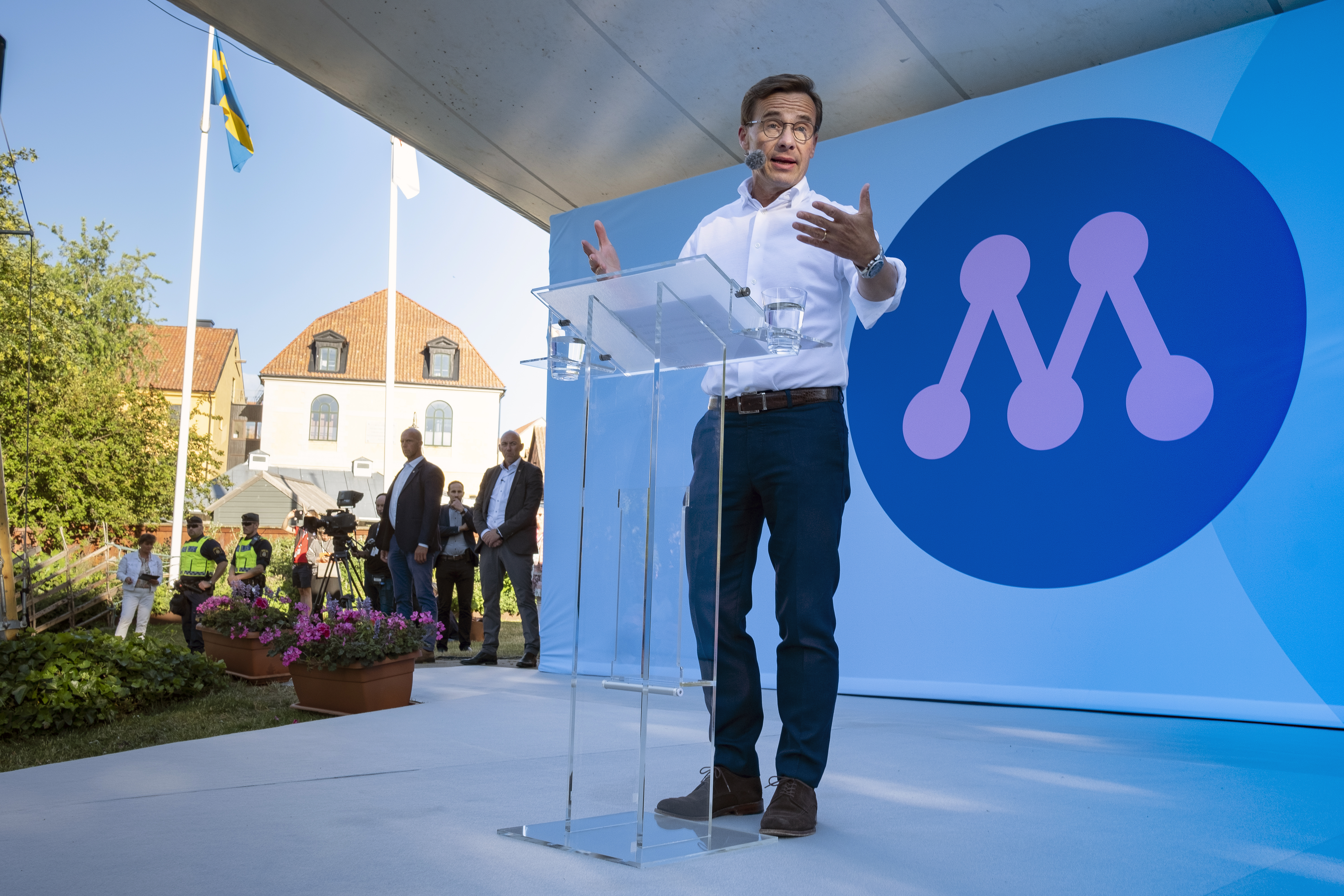
Ulf Kristersson talandes om liberalkonservativ ideologi.

I Sverige var Gösta Bohman, partiledare för Moderata Samlingspartiet 1970-1981, viktig för att etablera liberalkonservatismen i Sverige. Hans företrädare på partiledarposten sågs som tämligen konservativa högerpolitiker, medan Gösta Bohman även betonade liberala värden och utvecklade Moderaterna i en mer tydligt liberalkonservativ riktning. Bl.a. lanserade Bohman ”den nya individualismen” som ny etikett på partiets ideologi.
 

En person som betydde mycket för utvecklandet av det liberalkonservativa tänkandet i Sverige var Hans L. Zetterberg (1927-2014). Till Gösta Bohmans marknadsekonomiskt präglade liberalism fogade Zetterberg några konservativa begrepp; i en linjeartikel från sent 1980-tal i Svensk Tidskrift definierar Zetterberg den lilla världen som ”familjen, släkten, vänkretsen, hembygden, de naturliga nätverken” och den stora världen som ”förvaltningarna, institutionerna, företagen, marknaderna, partierna, fackföreningarna”. Zetterberg vidareutvecklade även några bärande distinktioner, främst den att ett modernt samhälle består av tre sfärer: den offentliga (stat och kommun), den privata (marknaden) och en tredje – civilsamhället (familj, fria sammanslutningar, spontana ordningar). Senare fördjupade och formulerade Zetterberg med tiden förståelsen av det moderna, komplexa samhället med analysen av de oberoende sfärerna som borde förbli just sådana, självstyrande, och då utökades de tre sfärerna till sex: Statskonsten, Näringslivet, Civilsamhället, Vetenskapen, Konsten och Religionen eller Etiken.

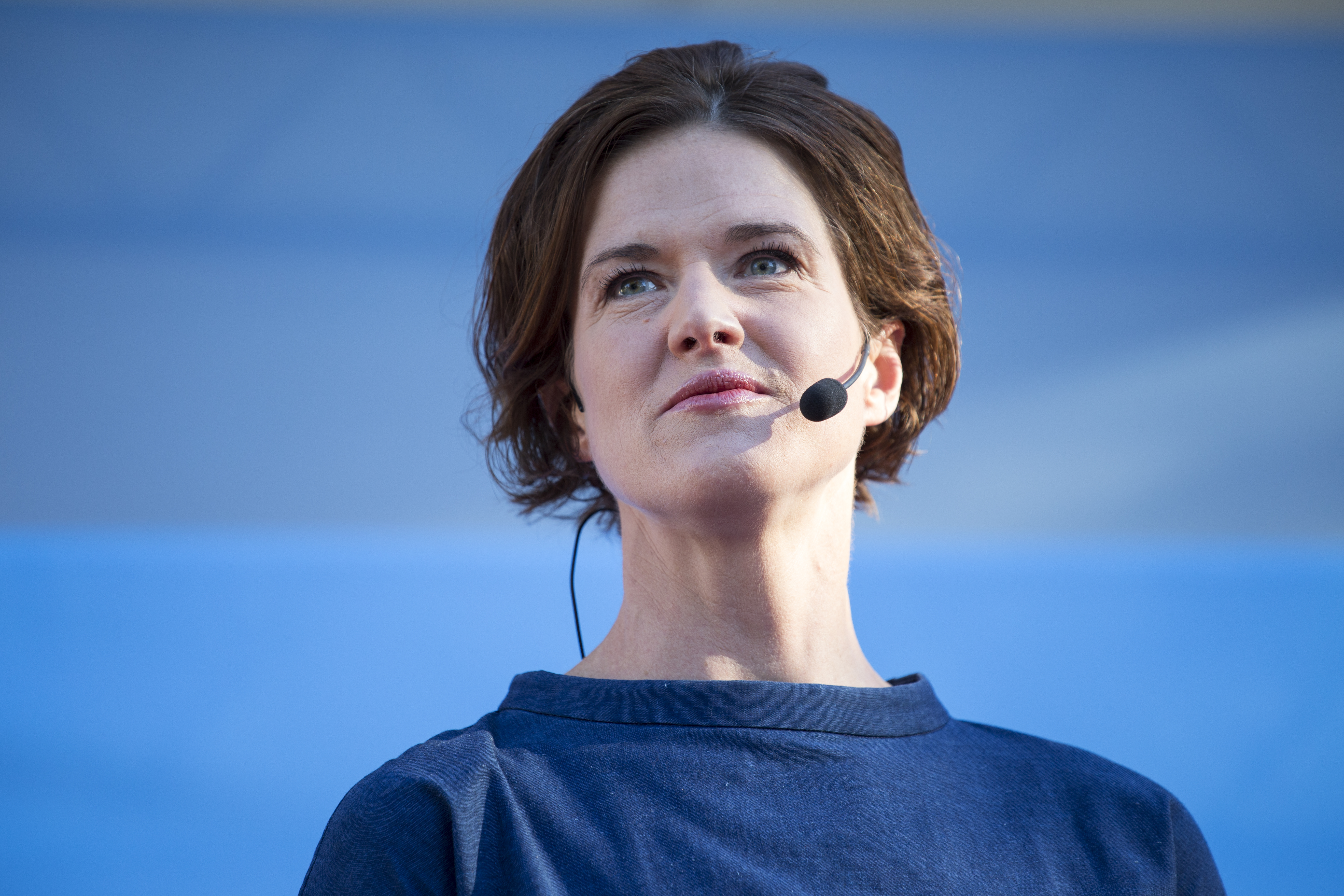
Anna Kinberg Batra, före detta partiledare för Moderaterna.

För Moderaterna (M) var en viktig fas i vidareutvecklingen av det liberalkonservativa tankegodset det handlingsprogram som togs fram 1984 och valet 1986 av Carl Bildt som ny partiledare. Efter Berlinmurens fall 1989 kom det borgerliga maktövertagandet 1991 med Moderaterna som största parti och därmed en chans för liberalkonservatismen att bevisa att den fungerade även i praktiken.
Under åren då Moderaterna styrdes av Fredrik Reinfeldt kom den moderata politiken att förskjutas mot socialliberalism på bekostnad av nyliberalism och konservatismen, delvis som en markering mot ett alltmer växande högernationellt och socialkonservativt parti i Sverige; Sverigedemokraterna (SD). År 2010 skrev dock den dåvarande politiska chefredaktören för Svenska Dagbladet, P.J. Anders Linder, en krönika där han istället framhöll vikten av konservatism, men då en upplyst sådan: liberalkonservatismen.
I Sverige blev liberalkonservatismen ett större samtalsämne år 2017 när Moderaterna i opinionen tappade allt mer väljare till Sverigedemokraterna, vilket orsakade krisdiskussioner inom Moderaterna och till slut även partiledaren Anna Kinberg Batras avgång. Liberaler på vänsterkanten och socialister försökte göra gällande att liberalkonservatism var en omöjlighet, att liberalism och konservatism är oförenliga storheter och att det moderata projektet därför var dömt till undergång. Kritiken ledde till en debatt där många ryckte ut till liberalkonservatismens försvar. I debatten hördes många röster om liberalkonservatism. Vissa menade att de liberala inslagen behövde betonas mer för att särskilja sig från det socialkonservativa SD, medan andra menade att liberalkonservatismen inte fick definieras alltför mycket av liberala anhängare för att kunna vara ett attraktivt alternativ för de väljare som tvekade mellan M och SD.
Svensk Tidskrift - som är en tidskrift med partibeteckningen liberalkonservativ - gav år 2018 ut antologin ”Liberalkonservatism – oförenliga storheter?” som samlade analyserande texter om liberalkonservatismen författade av Lars Tobisson, Markus Uvell, Gunnar Hökmark, Krister Thelin, Carl-Johan Westholm, Peter J. Olsson, Mattias Svensson, Per Dahl, Patrik Strömer, Hugo Selling, Catarina Kärkkäinen, Örjan Hultåker, Olof Ehrenkrona, Amanda Wollstad, Anders Ydstedt och Kalle Bäck.
När Moderaterna efter väljartapp till SD i valet 2018 gjorde sin valanalys var det många röster som höjdes för att M borde söka sin styrka just i liberalkonservatismens kombination av det konservativa med det liberala, förtydligat i frasen ”utan liberala individuella inslag blir konservatismen lätt fyrkantig och tuff på samma sätt som en liberalism utan konservativa värderingar blir alltför individualistisk och kylig”.
Under hösten 2019 hade de tre konservativa riksdagspartierna i Sverige: Moderaterna (liberalkonservativa), Kristdemokraterna och Sverigedemokraterna (socialkonservativa) samlat så mycket stöd i opinionen att man började tala om ett konservativt block i politiken. Det föranledde analyser där skillnaderna mellan liberalkonservativa och övriga konservativa strömningar analyserades.
När Moderaterna under hösten 2020 presenterade sitt förslag till nytt idéprogram på temat "Frihet och ansvar" hade liberalkonservatismen fått ett helt eget och tongivande kapitel i programmets inledning. Att det där "stadgas tydligt att Moderaterna bottnar i liberalkonservatism" är något som också uppmärksammades i media.

## Historik

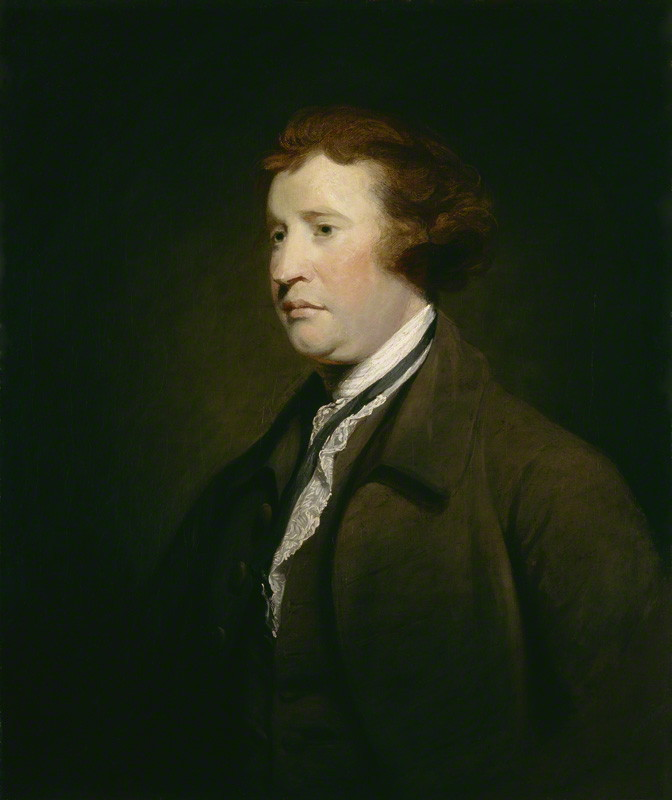
Edmund Burke (1729–1797) räknas som en av fäderna till liberalkonservatismen.

Under 1700- och 1800-talet bestod konservatism av en uppsättning principer baserade på intresse för etablerade traditioner, respekt för auktoritet och religiösa värden. Denna typ av traditionell eller klassisk konservatism exemplifieras ofta med texter av Joseph de Maistre (1753–1821). Samtida liberalism – numera refererad till som klassisk liberalism – propagerade för politiska friheter för individer och fria marknader inom ekonomin. Idéer av den typen förkunnades av John Locke, Montesquieu, Adam Smith, Jeremy Bentham och John Stuart Mill, som är sedda som fäder till respektive den klassiska liberalismen, separationen mellan kyrka och stat, ekonomisk liberalismen, utilitarismen och socialliberalismen.
Många understryker att grunden till dagens liberalkonservatism är öppenheten till historiska förändringar och misstänksamheten mot majoritetens tyranni samt hyllningar av individuella rättigheter och traditionella dygder, så som detta formulerats av författare som Edmund Burke och Alexis de Tocqueville. Detta kan också ses i arbeten av Raymond Aron och Michael Oakeshott. Det finns en bred samstämmighet att de ursprungliga liberalkonservativa var de som kombinerade konservativa sociala attityder med en ekonomiskt liberal agenda och som anpassade en tidigare aristokratisk syn på skillnader mellan människor till en syn baserad på meritokrati, utan att direkt kritisera medfödda privilegier så länge individuella friheter var garanterade. Filosofen David Hume bidrog till mycket av de grundläggande filosofiska tankegångarna bakom den liberala ekonomin. 
När den industriella revolutionen fortskred och aristokratin förlorade makt kom majoriteten av konservativa i västvärlden att omfamna idéer om marknadsekonomi till den grad att många liberala principer numera anses vara en del av konservatismen. Icke desto mindre är det termen liberal som används för att beskriva dem som förespråkar en fri marknadsekonomi. Så är fallet i det kontinentala Europa, Australien och Latinamerika. En ekonom som har kommit att förknippas mycket med liberalkonservatismens syn på ekonomi är Friedrich von Hayek, som var en stark motståndare till socialism och kollektivism. Han erhöll Sveriges Riksbanks pris i ekonomisk vetenskap till Alfred Nobels minne år 1974 tillsammans med Gunnar Myrdal med följande motivering av Nobelkommittén: "för deras pionjärarbete inom penning- och konjunkturteori samt för studier av sambandet mellan ekonomiska, sociala och institutionella fenomen".

## Kritik
Svenska kritiker till liberalkonservatismen har pekat på att liberalism och konservatism är två separata storheter som bara kan förenas när de drar åt samma håll, men att liberalism och konservatism som strömningar under 2010-talet allt mer har kommit att dra åt olika håll, vilket gjort det svårt för liberalkonservativa ledare att staka ut en ideologiskt välförankrad linje och att de istället har varit tvungna att förlita sig på partidisciplin.
Kritiken föranledde en ideologisk debatt till liberalkonservatismens försvar, medan andra tvärtom betonade hur svårt det är att förena konservativa och liberala åsikter. Senare har andra ändå påpekat hur viktigt det är för konservativa att inte glömma det liberala i tider av ökande popularitet för konservatism och högerpopulism, och t.ex. pekat på Burke, som menade att "en stat utan medel till viss förändring saknar medel till sitt eget bevarande". Andra kritiker har också varnat de liberalkonservativa för att fokusera för mycket på den konservativa sidan, såsom värnande av familj, traditioner och en stark nation, och att de inte får glömma sin särart, där man t.ex. kan värna familjen, men inte på bekostnad av kvinnors och barns frihet och rättigheter.

## Framstående liberalkonservativa personer
| Sverige - Ivar Arpi - Gösta Bohman - Erik Gustaf Geijer - Thomas Gür - Ulf Kristersson - Alice Teodorescu | Anglosfären - Edmund Burke - David Cameron - Winston Churchill - Jordan Peterson - Ronald Reagan - Margaret Thatcher | Övrigt - Friedrich von Hayek - Erik von Kuehnelt-Leddihn - Alexis de Tocqueville |